# Geocaulon
- Commons
- Wikispecies

Geocaulon é um género botânico pertencente à família Santalaceae. Contém somente uma espécie, a Geocaulon lividum.